# Lauri Porra
Lauri Porra (Helsínquia, 13 de dezembro de 1977) é um baixista finlandês, célebre por seu trabalho com a banda Stratovarius. Pertence à quarta geração de músicos na família, sendo Jean Sibelius seu bisavô. Em outubro de 2005, ele lançou o primeiro álbum solo, Lauri Porra. Ele trabalhou com outras bandas, incluindo Sinergy, Warmen, Kotipelto, Tunnelvision, Crazy World, Almah e Ben Granfelt Band.

## Discografia

### Com o Stratovarius
- Stratovarius (2005)
- Polaris (2009)
- Elysium (2011)
- Nemesis (2013)
- Eternal (2015)
- Enigma: Intermission 2 (2018)